# Los martirios de Colón
Los martirios de Colón es una ópera cómica en dos actos y tres escenas compuesta entre 1982 y 1993 por Federico Ruiz sobre textos de Aquiles Nazoa.

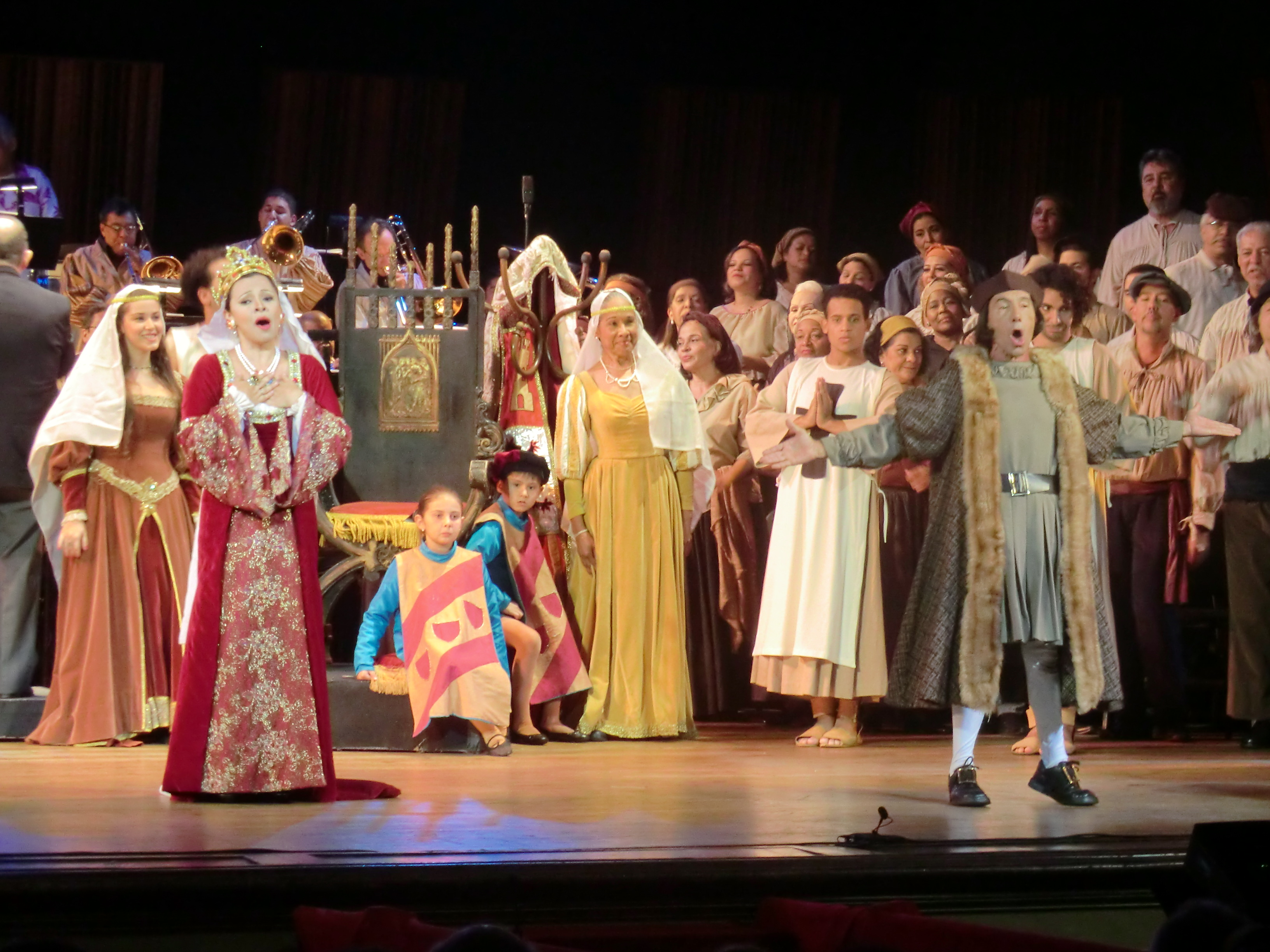
Los martirios de Colón representada en el Teatro Municipal de Caracas, 2013.

Fue estrenada el 11 de noviembre de 1993 en la Sala Ríos Reyna del Teatro Teresa Carreño de Caracas. Entre los solistas del estreno se encontraban Cayito Aponte, William Alvarado, Lucy Ferrero, Inés Feo-LaCruz, Claudio Muskus e Idwer Álvarez, con la Orquesta Filarmónica Nacional.
Ha sido repuesta en numerosas ocasiones: 2006 (Teatro Teresa Carreño - TTC), 2007 (TTC), 2008 (TTC), 2013 (Teatro Municipal de Caracas), 2015 (TTC), 2016 (TTC).
La ópera ganó el Premio Municipal de Música Sinfónica en 1984.
Tiene una duración aproximada de dos horas.